# Slané
Slané (též Slaný, také Slaney, německy Schlaney, 1937–1945 Schnellau, polsky od roku 1945 Słone) je vesnice na polské straně hranice při hraničním přechodu z Česka. Od roku 1962 část lázeňského města Kudowa-Zdrój, jedna z 11 vesnic tvořících tzv. Český koutek, kde se český živel udržel i po roku 1945.

## Historie
První písemná zmínka o Slaném je z roku 1403; původně manství náchodského hradu, 1477 připojeno k panství homolskému. Zhruba od roku 1525 rytířský statek. V roce 1601 jej od České královské komory koupilo město Náchod za 9500 kop míšeňských grošů (listinu k tomu získalo od císaře Rudolfa II. v roce 1601). Spolu se sousední vsí Březovým a v roce 1674 i Malou Čermnou se Slané stalo poddanskou vsí města Náchoda. Zdejší statek se stal cenným zdrojem městských příjmů, stejně jako právo prodávat zde pivo z městského pivovaru. Když naopak město Náchod po Bílé Hoře ztratilo právo vařit doma pivo, postavilo si v letech 1684–1685 pivovar zde. V roce 1780 při úpravě hranice hradecké diecéze po ztrátě Kladska byly vesnice Slané a Březová přifařeny pod kostel v Německé Čermné (dnes Czermna). Roku 1782 se sládkem slánského pivovaru stal zdejší rodák Jan Karel Killar (1745-1800), raně obrozenecký literát.
V roce 1765 byla postavena nová prusko-rakouská celnice. Postupně se Slané stalo významným dopravním bodem na silnici z Prahy do Vratislavi (vedle celnice i koloniální obchod) a podle Aloise Jiráska tu kvetlo pašeráctví. Přes hraniční řeku Metuji stával odnepaměti dřevěný most, na němž město Náchod vybíralo mostné. V roce 1889 byl postaven kamenný most; nahrazen novým v letech 1981–1985. V roce 1906 byla až do města prodloužena horská železnice z Kladska; další prodloužení do Náchoda až na jaře 1945, ještě téhož roku zrušeno.
Ještě kolem roku 1900 zde národnostně převládali Češi. V roce 1939 zde žilo dle sčítání 911 obyvatel. Po roce 1945 probíhaly neúspěšné snahy o připojení Českého koutku k Československu, ve škole v sousední Chudobě (Kudowa-Zdrój) se vyučovalo česky od roku 1947 do roku 1952.

## Památky
- Kostel Narození Panny Marie z roku 1909 (barokní sochy na hlavním oltáři), podle návrhu architekta Josefa Elsnera (1845 Slané – 1933 Mnichov).
- Lesní kaplička P. Marie Sedmibolestné z roku 1887, asi 1 km jižně od vsi, na paměť uzdravení nemocných cholerou v roce 1832.
- Na hranici budova německé, později polské celnice z roku 1934.[5]

## Ekonomika
Do zavedení Schengenu zde byl hraniční přechod, dnes služby pro motoristy (celnice, spedice, čerpací stanice, směnárny, motel, restaurace, občerstvení. Čistírna odpadních vod pro město Kudowa Zdrój (1973, modernizace 2000).